# Zhou Xiaochuan
Zhou Xiaochuan (周小川S, Zhōu XiǎochuānP; Yixing, 29 gennaio 1948) è un economista e banchiere cinese.
È stato governatore della Banca Popolare Cinese per 15 anni, dal dicembre 2002 al marzo 2018, nonché responsabile della politica monetaria della Repubblica popolare cinese. Durante il suo mandato la Cina è diventata la seconda più grande economia del mondo, di conseguenza Zhou è stato uno degli uomini più potenti e influenti della sua generazione, pur dovendo dare conto del proprio operato al Consiglio di Stato. Dimostrando di essere anche un "politico navigato".
Uomo della "cricca di Shanghai" per provenienza territoriale e formazione universitaria, nonché orientamento ideologico (di idee liberiste), è stato vicino a Wen Jiabao. Prima dell'incarico alla banca centrale Zhou aveva ricoperto ruoli di rilievo in organizzazioni commerciali e finanziarie, in qualità di vice-governatore della Banca popolare cinese, direttore dell'Amministrazione statale per gli affari esteri, governatore della China Construction Bank e presidente della China Securities Regulatory Commission.  Si è ritirato nel 2018.

## Biografia
Nato nella provincia dello Jiangsu, a nord di Shanghai, è  il secondo figlio di Zhou Jiannan e Yang Weizhe (杨维哲). L'anziano Zhou, uno dei primi membri del Partito comunista cinese, era il capo dell'Electric and Industrial Bureau del North East District nel 1949 per poi diventare vice ministro del primo dipartimento di sviluppo macchine nel 1961. Durante la rivoluzione culturale era stato perseguitato (e imprigionato) da Mao per le sue idee "troppo indulgenti verso il capitalismo" e poi riabilitato da Deng Xiaoping che lo ha voluto ministro. Alla guida della riconversione industriale cinese, è stato anche il maestro di Jiang Zemin, futuro leader alla morte di Deng.
Il giovane Zhou cresce in questo ambiente di potere. Durante i primi anni della rivoluzione culturale, lavora presso un Corpo di produzione e costruzione nella provincia di Heilongjiang dal 1968 al 1972. Quell'anno è inviato all'Istituto di tecnologia chimica di Pechino (ora Università di Tecnologia Chimica di Pechino) come studente di Gong Nong Bing (studenti selezionati da lavoratori, agricoltori e militari, una pratica comune di ammissioni al college nella Rivoluzione culturale). Si laurea nel 1976 e poi consegue un dottorato in Automazione e Ingegneria dei Sistemi presso la Tsinghua University nel 1985. Nel 1986 inizia a lavorare nel Consiglio di Stato della Repubblica popolare cinese sul tema della ristrutturazione economica in qualità di vicedirettore dell'Istituto per la riforma economica cinese. Dal 1987 al 1988 è anche visiting scholar presso l'Università della California, Santa Cruz.
Nel 1989, amico e delfino di Zhao Ziyang, si schiera a favore del dialogo con gli studenti durante le i torbidi di Piazza Tienanmen, cadendo vittima dell'epurazione da parte del partito che lo relega per cinque anni a tecnico in un comitato per la riforma economica. Successivamente diventa vice presidente della Bank of China, quindi della China Construction Bank, i due maggiori istituti di credito della nazione. Nel 2001 opera una drastica riduzione dei tassi dei bond pubblici provocando un crollo della Borsa di Shanghai.
Nel dicembre del 2002 viene chiamato a ricoprire il ruolo di governatore della Banca Popolare Cinese, il più importante assieme a quello presidenziale. Nel 2005 decide di associare lo yuan, non convertibile, alle fluttuazioni di un paniere di divise internazionali, tra cui euro e yen. In due anni, complice anche il periodo di euforia sui mercati finanziari, lo yuan si rivaluta del 20% sul dollaro, fino al maggio 2007 quando, alle prime avvisaglie della crisi globale, Xiaochuan decide di frenare la rivalutazione, riagganciando il renminbi al valore del dollaro. Impegnato a scalzare il ruolo del dollaro come moneta di riferimento, propone di ricorrere a una valuta comune mondiale emessa dall'FMI, nell'intento, assieme al gruppo dirigente cinese, di sganciare il dollaro dalle commodities (cui sono legate le materie prime come moneta di acquisto), sostituendolo con il yuan. È, inoltre, tra gli artefici del programma di investimento in titoli pubblici statunitensi di cui la Cina è prima detentrice al mondo, contribuendo a finanziare il disavanzo statunitense e le stesse esportazioni cinesi.
Il 25 settembre 2012 vara l'immissione da 46 miliardi di dollari di liquidità (programma Repo) nel sistema cinese, senza precedenti nella storia del paese, con l'obiettivo di stimolare la domanda interna (discostandosi, sin dal 2008, dalla linea di austerity imposta dall'Uem e dell'Inghilterra), operando un'altra iniezione il 10 ottobre successivo.

## Vita privata
È sposato con Li Ling. La moglie, alta funzionaria del dipartimento di leggi e dei trattati del Ministero del commercio della Repubblica popolare cinese, ha svolto un ruolo centrale nel gestire le controversie commerciali della Cina con gli Stati Uniti nell'ambito dell'Organizzazione mondiale del commercio. Forbes definiva Zhou e Li come la "coppia di potere cinese da cui l'amministrazione Obama deve guardarsi".